# 9885 Linux
9885 Linux este un asteroid din centura principală, descoperit la 12 octombrie 1994 în cadrul proiectului Spacewatch. A fost denumit după nucleul Linux.